# Строковиці
Строкови́ці — залізничний роз'їзд Коростенської дирекції Південно-Західної залізниці лінії Коростень — Житомир.
Розташований поблизу села Троковичі Черняхівського району Житомирської області на лінії Коростень — Житомир між станціями Горбаші (9,8 км) та Житомир (11,3 км).
1940 року виник роз'їзд 72 км, що в майбутньому здобув назву Строковиця, а згодом — Строковиці.